# 布干维尔自治政府
布干维尔自治政府（英語：Autonomous Bougainville Government，缩写为ABG；巴布亚皮钦语：Otonomos Bogenvil Gavman）是巴布亚新几内亚布干维尔自治区的政府，成立于2000年。根据布干维尔宪法规定，布干维尔自治政府由3个部门组成：行政部门——布干维尔自治区主席，主持布干维尔执行委员会；立法部门——布干维尔众议院（包括39名民选议员和2名当然议员）；司法部门——布干维尔法院，包括最高法院和高等法院。